# Heinrich Louis d'Arrest
Heinrich Louis d'Arrest (13. august 1822 i Berlin – 14. juni 1875) var en tyskfødt astronom virksom i Danmark.
D'Arrest var ældste søn af Rechnungsrath Louis d'Arrest, af en indvandret fransk huguenotfamilie. Efter forberedelse på College Français besøgte han 1839 universitetet i sin fødeby for at høre forelæsninger over matematik og astronomi. Af særlig tilbøjelighed for det sidste fag deltog han i observatoriske arbejder, dels som iagttager, dels som regner under ledelse af Encke. Frugterne af denne beskæftigelse blev opdagelsen af et par kometer i 1844 og 1845 samt en mængde baneberegninger af kometer og især af asteroiderne, for hvilke individer i Solsystemet astronomerne i denne periode havde fået fornyet interesse. I 1845 var han Johann Franz Enckes assistent ved Berlins observatorium. Her opdagede han sammen med Johann Gottfried Galle planeten Neptun den 23. september 1846 ved at gennemsøge himlen systematisk i overensstemmelse med de positioner, som franskmanden Urbain Le Verrier havde opgivet på baggrund af forstyrrelser i Uranus' bane.
1848 ansattes han som observator ved observatoriet i Pleißenburg ved Leipzig, ved hvis universitet han også virkede som docent. Hans her med indskrænkede instrumentale midler udførte observationer angik vel i begyndelsen kun kometer og asteroider samtidig med fortsættelsen af hans tidligere kalkulatoriske arbejder. Efter at Universitetet i Leipzig 1850 honoris causa havde udnævnt ham til dr.phil., udgav han det følgende år sit habilitationsskrift: Ueber das System der kleinen Planeten zwischen Mars und Jupiter, indeholdende undersøgelser over den gensidige beliggenhed af de til den tid kendte 13 asteroidebaner. Samtidig deltog han med A. Ermann i udgivelsen af Briefwechsel zwischen Olbers und Bessel og leverede anmærkninger til den tyske udgave af Aragos samlede værker. For at forhindre d'Arrest i at modtage en stilling i Washington D.C. blev han udnævnt til overordentlig professor i foråret 1852.
Et værk af Laugier, der udkom 1853, indeholdende stedsbestemmelser af 53 af de klarere tågepletter, henledte hans opmærksomhed på et område, han mente at kunne beherske med den kikkert, han rådede over. I 1855 og det følgende år frembragte han da også et særdeles dygtigt arbejde: Resultate aus Beobachtungen der Nebelflecken und Sternhaufen, erste Reihe, Leipzig 1856 (Abh. d. k. Sachs. Ges. d. Wiss. V.), hvori meddeltes over 200 tågepletter, som ved gentagne iagttagelser meget skarpt var knyttede til nabostjerner, så at deres positioner derved blev vel sikrede. Benævnelsen "første række" tyder på hans hensigt at fortsætte på samme måde. Men heri skete et omslag, ved at han i 1857 modtog kaldelsen til professor ved Københavns Universitet, der allerede i Olufsens tid havde taget indretningen af et nyt observatorium under overvejelse. Næste år blev pengene bevilget til opførelsen af bygningen, til en 11 tommers refraktor af Merz og en meridiankreds af Pistor og Martins. I april 1861 toges beboelserne i brug, instrumenterne opstilledes i sommerens løb, og i efteråret begyndte de regelmæssige observationer. 
21. oktober 1862 opdagede han astereoiden Freia.
Som rimeligt var, fortsatte d'Arrest sine tågeobservationer, naturligvis efter en større målestok, og disse blev bragte til en afslutning i 1867 ved udgivelsen af Siderum nebulosorum observationes Hafnienses, hvori han offentliggjorde nye iagttagelser af et par tusende tågepletter, som var opdaget af William og John Herschel, hvortil han selv føjede et par hundrede nye. Efter dette værks udgivelse beskæftigede d'Arrest sig med at udarbejde en monografi over Oriontågen og lagde sig senere efter spektralanalysens anvendelse på fiksstjernerne. Han skrev i denne anledning nogle afhandlinger i Astronomische Nachrichten, af hvilke den sidste blev trykt i det nummer, der bragte underretningen om hans død, der skyldtes hjerteproblemer. I sine sidste år led han af hypokondri. Hans veltrufne portræt findes i Illustreret Tidende fra 27. juni 1875.
Foruden de ovenfor nævnte afhandlinger bør endnu anføres: Instrumentum magnum æqvatoreum in specula Universitatis Hauniensis nuper erectum (1861); Teleskopisk Undersøgelse af Egnen omkring det Sted på Himlen, hvor Tychos nye Stjærne har vist sig 1572-74 (1864); Undersøgelser over nebulose Stjærner i Henseende til deres spektralanalytiske Egenskaber(1872). Endvidere kan anføres, at en af d'Arrest opdaget komet med kort omløbstid (9133) bærer hans navn, og at et krater på Månen og på Phobos også er opkaldt efter ham.
Af særlige udmærkelser fremhæves, at d'Arrest var medlem af Videnskabernes Selskab i København, Stockholm, Sankt Petersborg og München samt "Associate of the Royal Astronomical Society" i London, hvilket sidste selskab 1875 hædrede ham med sin guldmedalje. D'arrest var gift med Emilie Auguste Möbius, datter af den højt ansete matematiker, astronomisk professor August Ferdinand Möbius i Leipzig. De havde to børn, en søn og en datter.